# 張彪 (山西)

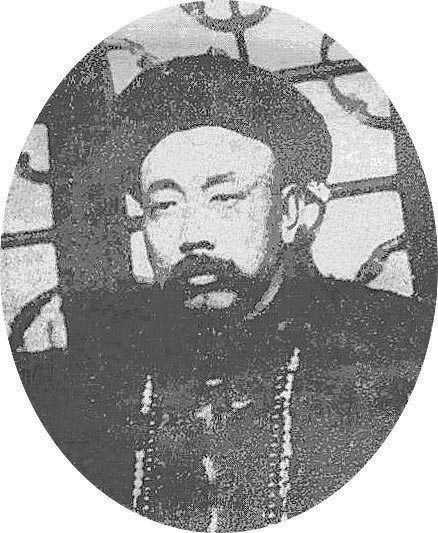

张彪（1860年—1927年），字虎臣，山西榆次人，张之洞亲信。武昌起義時任湖北提督兼驻武昌陆军第八镇统制。民國時，授陸軍中將軍銜。

## 生平
光緒六年（1880年），因家貧參加太原選兵，成為軍人，又參加武舉童試，因健壯力大，被山西巡抚张之洞選為戈什哈（滿語，侍衛、傳令兵）。
光緒九年（1883年），任撫標右營額外外委、署右營右哨把總。
光緒十年（1884年），任右營右哨外委。
光緒十三年（1887年），任廣東四會營把總、肇慶協右營右哨千總。
光緒十五年（1889年），署廣州城守右營守備、督標中營中軍都司。
光緒十七年（1891年），授遊擊銜。
光緒廿二年（1896年），授副將銜。
光緒廿九年（1903年），署理中軍副將。
光緒卅一年（1905年），任四川松潘鎮總兵、湖北常備軍第一鎮統制官、后任陸軍第八鎮統制官。
宣統二年（1910年），任湖北提督陆军第八镇统制。次年武昌起义时，张彪率部隊對起义军展开激战，因力量不足而撤出武昌，过长江退至汉口刘家庙一带。陆军大臣荫昌及冯国璋所率援军赶到，在刘家庙、大智门地区击退起义军。起义军退出汉口，守卫汉阳。张彪率部先行夺回龜山炮台，后同援军占领汉阳，起义军退回武昌。張彪却于12月25日，向革命军投降。后张彪赴日本与家属团聚。
民国元年（1912年），张彪回国，寓居天津，在天津日租界宫岛街（今和平区鞍山道59号）建「张园」。
1924年孙中山偕夫人宋庆龄自上海北上路过天津时曾下榻于张园；1925年溥仪离京到津，也曾在此居住。中华民国大陸时期，张彪曾被中华民国政府聘为高等顾问，授陆军中将衔，并奖给一等大绶嘉禾章。
1927年，张彪在天津病逝。